# Cantonul Toulouse-11
Cantonul Toulouse-11 este un canton din arondismentul Toulouse, departamentul Haute-Garonne, regiunea Midi-Pyrénées, Franța.